# Martín Lestido
Lestido  Rey est un nom espagnol. Le premier nom de famille, en général paternel, est Lestido ; le second, en général maternel, souvent omis, est Rey.
Martín Lestido Rey,, né le 9 novembre 1992 à Padrón (Galice), est un coureur cycliste espagnol.

## Biographie
En 2013, Martín Lestido devient champion de Galice sur route dans la catégorie espoirs (moins de 23 ans). Il brille également dans les courses par étapes chez les amateurs. Il rejoint ensuite l'équipe continentale roumaine Tusnad. Bon grimpeur, il se distingue sur le Tour de Bulgarie en terminant neuvième du classement général en 2015 puis deuxième d'une étape sur l'édition 2016.
En 2017, il redescend chez les amateurs au club Super Froiz en Galice. Pour son retour en Espagne, il remporte le Tour de La Corogne ainsi que le Tour de Galice. Il continue à courir dans cette équipe galicienne jusqu'en 2019.

## Palmarès
- 2013
  - Champion de Galice sur route espoirs
  - 2e du Tour de la Bidassoa
- 2014
  - 2e du Tour de Zamora
  - 3e de la Subida a Urraki
- 2015
  - 3e du Tour d'Ávila
- 2017
  - Classement général du Tour de La Corogne
  - Tour de Galice :
    - Classement général
    - 1re étape (contre-la-montre par équipes)

  - 2e du Trophée Guerrita
  - 3e du Tour d'Alicante
- 2018
  - Champion de Galice du contre-la-montre par équipes
  - Copa Galicia
  - Trophée de la ville de Pontevedra
  - 1re étape du Tour de Galice (contre-la-montre par équipes)
  - 2e du Trophée Iberdrola
  - 2e du Tour de Galice
  - 3e de la Clásica de Pascua
- 2019
  - Clásica de Pascua

## Classements mondiaux
| Année           | 2016   |
| --------------- | ------ |
| UCI Europe Tour | 1 758e |